# Diana Greifenstein
Diana Greifenstein (* 30. Januar 1979 in München) ist eine deutsche Schauspielerin.

## Leben
Nach ihrer Schauspielausbildung wurde sie durch die Rolle der Anna Förtig in der ARD-Fernsehserie Marienhof, die sie von 1995 bis 2002 verkörperte, einem breiten Publikum bekannt. Sie verließ die Serie, um sich ihrem Studium widmen zu können. Anlässlich des letzten Drehtags der Serie am 11. Februar 2011 besuchte Greifenstein – neben vielen anderen ehemaligen Darstellern – ihre ehemalige Wirkungsstätte, die Produktionsstudios der Bavaria Fernsehproduktion GmbH in Grünwald-Geiselgasteig, und war dabei im Abschieds-Bild des Serien-Ensembles in der 4053. Folge zu sehen, das direkt in die letzte Serienszene mit eingebunden wurde.
Neben ihrer durchgängigen Hauptrolle in der Daily Soap war sie zudem auch bei Er, Sie, Es und in mehreren Werbespots zu sehen.